# Mezinárodní dětská výtvarná výstava Lidice

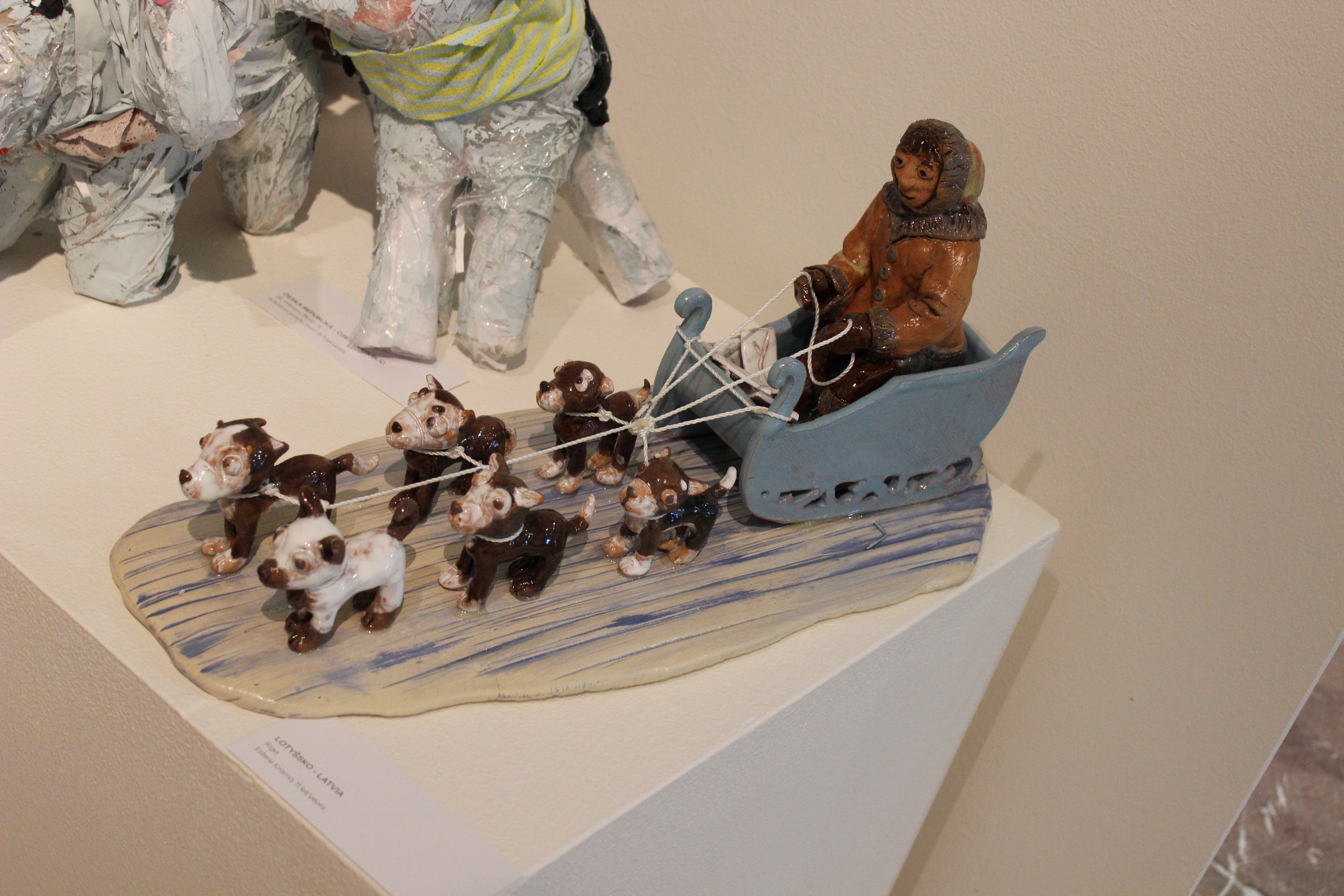
Jedno z děl oceněných v roce 2024

Mezinárodní dětská výtvarná výstava Lidice je soutěžní prezentace děl založená roku 1967 u příležitosti pětadvacátého výročí vyhlazení obce Lidice. Od roku 1972 se koná bez přerušení. Počínaje rokem 1973 se charakter výstavy z pouze národního zaměření změnil na mezinárodní. Účastní se jí děti ve věku od čtyř do šestnácti let. Pro každý rok pracovníci Památníku Lidice určují – od roku 2000 ve spolupráci se zástupci České republiky při UNESCO – téma daného ročníku. Odborná mezinárodní porota následně díla zhodnotí a vybere z nich ta, která ocení medailí „Lidická růže“ nebo jimž udělí čestné uznání. Zároveň komise uděluje dvě nejvyšší ocenění, a to „Cenu poroty pro Českou republiku“ a „Cenu poroty pro zahraničí“. Například roku 2019, kdy se konal sedmačtyřicátý ročník soutěže, hodnotila komise 15 336 výtvarných děl pocházejících ze sedmdesáti zemí světa a udělila 1179 ocenění včetně 164 medailí a dalších 1015 čestných uznání.

## Ročníky soutěže
Neúplný přehled jednotlivých ročníků soutěže:
| Ročník | Rok  | Zvolené téma                      | Počet účastníků | Počet účastnických zemí |
| ------ | ---- | --------------------------------- | --------------- | ----------------------- |
| 40.    | 2012 | Divadlo – loutka – pohádka        | 26 064          | 67                      |
| 41.    | 2013 | Tradice a dědictví lidu mojí země | 24 593          | 68                      |
| 42.    | 2014 | Rodinné zemědělství               | 27 868          | 76                      |
| 43.    | 2015 | Světlo                            | 21 380          | 71                      |
| 44.    | 2016 | Škola? Vzdělání!                  | 18 075          | 77                      |
| 45.    | 2017 | Cestování                         | 25 690          | 83                      |
| 46.    | 2018 | Voda                              | 29 967          | 79                      |
| 47.    | 2019 | Chemie                            | 15 336          | 70                      |
| 48.    | 2020 | Krajina                           | 22 216          | 78                      |
| 49.    | 2021 | ROBOT a umělá inteligence         | 11 213          | 72                      |